# Desmiphora apicata
Desmiphora apicata là một loài bọ cánh cứng trong họ Cerambycidae.